# Coral Peña
Coral Peña (Santo Domingo, 1993) è un'attrice statunitense.

## Biografia
Coral Peña è nata nella capitale della Repubblica Dominicana ed è cresciuta ad Harlem con la madre.
Ha dichiarato di essere di genere non-binario.

## Carriera
Dopo aver studiato recitazione all'Università di New York e alla Royal Academy of Dramatic Art di Londra, ha esordito sul piccolo schermo in un episodio di Blue Bloods nel 2015. Ad esso sono seguite apparizioni in 24: Legacy e The Enemy Within, in cui ha interpretato il ruolo ricorrente di Anna Cruz. Nel 2016 ha fatto il suo esordio cinematografico in Carrie Pibly, a cui sono seguiti nel 2017 The Post, diretto da Steven Spielberg, e nel 2019 I nostri cuori chimici.
Nel 2019 ha fatto il suo debutto sulle scene newyorchesi nel dramma BLKS in cartellone nell'Off-Broadway, mentre nel 2021 si è unita al cast della seconda stagione di For All Mankind, ottenendo una candidatura all'Imagen Award per la sua interpretazione nel ruolo dell'ingegnere della NASA Aleida Rosales.

## Filmografia

### Cinema
- Carrie Pilby, regia di Susan Johnson (2016)
- I pirati della Somalia (The Pirates of Somalia), regia di Bryan Buckley (2017)
- The Post, regia di Steven Spielberg (2017)
- Il dente del giudizio (The Wisdom Tooth), di Gregorio Sassoli (2019)
- I nostri cuori chimici (Chemical Hearts), regia di Richard Tanne (2020)
- Story Ave, regia di Aristotle Torres (2023)
- Thelma, regia di Josh Margolin (2024)

### Televisione
- Blue Bloods - serie TV, episodio 6x9 (2015)
- The Fantastic Adventures of Foolish Gentlemen - serie TV, episodio 1x2 (2016)
- 24: Legacy - serie TV, 12 episodi (2016-2017)
- The Resident - serie TV, episodio 1x3 (2018)
- Blindspot - serie TV, episodio 3x18 (2018)
- Caccia alla spia - The Enemy Within (The Enemy Within) – serie TV, 5 episodi (2019)
- The Blank's YPF - serie TV, episodio 1x4 (2020)
- For All Mankind - serie TV, 27 episodi (2021-2024)

## Doppiatrici italiane
Nelle versioni in italiano delle opere in cui ha recitato, Coral Peña è stata doppiata da:
- Federica Russello in Caccia alla spia - The Enemy Within

- Ilaria Silvestri ne I nostri cuori chimici